# Ejido la Magdalena Panoaya
Ejido la Magdalena Panoaya är en ort och före detta ejido i Mexiko, tillhörande kommunen Atenco i delstaten Mexiko. Ejido la Magdalena Panoaya ligger i den centrala delen av landet och tillhör Mexico Citys storstadsområde. Orten hade 2 544 invånare vid folkräkningen 2010.